# Emily Sartain
Emily Sartain född 17 mars 1841, död 17 juni 1927, var en amerikansk konstnär och hon höll också på med gravyr. Hon var den första kvinnan i Europa och USA som gjorde och utförde mezzotint gravering. Hon var också den enda kvinnan som vann guldmedalj vid Världsutställningen i Philadelphia 1876.